# Torre del Rellotge Stanley
La Torre del Rellotge Stanley és una torre de guaita que formava part de les muralles del Castell dels Moros de Gibraltar, a l'angle sud-est d'aquestes.

## Història
Les muralles al voltant del Castell dels Moros van ser construïdes el 1160 per l'arquitecte malagueny Aljas Yahiz, per ordre del sultán almohade Abd al-Mumin. Van ser destruïdes quan les tropes castellanes van reconquerir Gibraltar el 1309. El 1333, quan el musulmans van recapturar Gibraltar, van tornar a construir la torre. El castell es va dividir en diverses seccions: la Qasbah, amb les muralles que arribaven fins a la torre sud-est, la Villa Vieja, per sota de la Qasbah, i la Barcina, l'àrea del port.
Durant els setges del segle xviii les muralles va sofrir molts danys. La torre del nord-oest va ser destruïda, però la del sud-est va quedar intacta. El 1845 es va voler dotar d'un rellotge a la guarnició per a regular millor el temps, i es va triar la torre del sud-est, ja que es podia veure des del castell, el port i molts llocs del districte nord. La nova torre va rebre el nom de Torre Stanley en honor a Lord Stanley, l'aleshores secretari d'Estat per a les Colònies.